# Minnesota (fiume)
Il Minnesota è un fiume degli Stati Uniti d'America settentrionali, affluente del fiume Mississippi, che scorre per una lunghezza di 534 km di lunghezza, nello Stato del Minnesota.
Le sue fonti si originano nel sud-ovest dello Stato del Minnesota in un lago sul confine con il Dakota del Sud, il Lago Big Stone.
Attraversa la pianura del Minnesota a sud-est. Presso Mankato devia verso nord-est, ed incontra il fiume Mississippi 10 km a sud-ovest del centro di Saint Paul e 10 km a sud-sud-est del centro di Minneapolis.
Il tracciato del fiume è emerso alla fine dell'era glaciale, in cui il Minnesota era emissario al Lago Agassiz oggi scomparso.
Il suo bacino idrografico si estende su una superficie di 44.000 km², di cui 38.205 km² in Minnesota e 5.180 km² tra il Dakota del Sud e l'Iowa.